# Girly girl

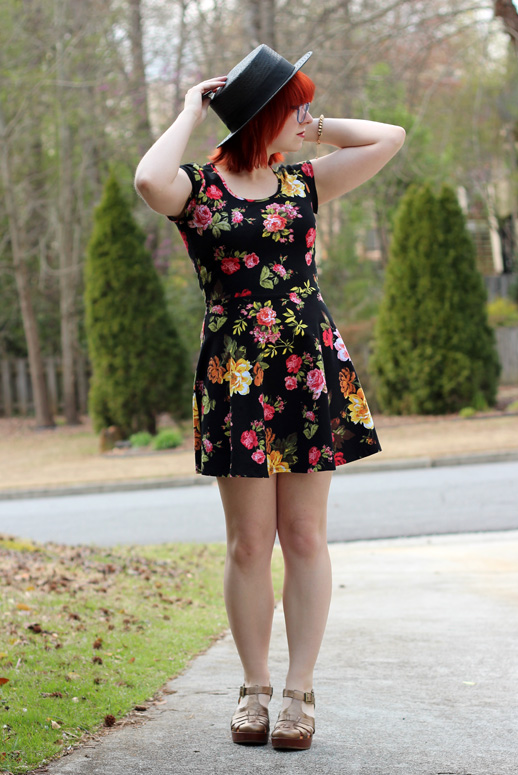
Els vestits, els productes cosmètics o les sabates amb tacó són elements característics de la noia femenina, de la mateixa manera que ho és el seu comportament

Girly Girl, o Noia femenina, és un terme utilitzat per a una noia o dona que escull vestir i comportar-se amb un estil especialment femení, per exemple a través de l'ús del color rosa, del maquillatge, del perfum, de faldilles, vestits i bruses, o bé parlant sobre relacions i altres activitats que són associades amb la funció de gènere tradicional d'una noia.
Encara que el terme és utilitzat a vegades de manera despectiva, també pot té un sentit positiu, especialment en l'exploració d'una opció concreta dins el ventall de les posicions de gènere. Ser una "girly girl" pot ser vist com una posició fluïda i parcialment encarnada, modificable o descartable segons la situació.

## Antecedents
La figura antecessora de la noia femenina fou el de la womanly woman, la "dona dona", de principis del segle xx, caricaturitzada i atacada per les flappers, que la veien com un "farcell de roba bonica... [rodejant una] massa d'afectacions. Un terme anterior per a un estil més cridaner d'ultrafeminitat era missish.

## Determinants socials
El contrari d'una girly girl és una "tomboy", mentre que la seva contrapartida masculina és el "manly man" o "macho man", que s'adhereix al prototip d'home masculí.
L'increment en la prevalència de les noies femenines durant els inicis del segle XXI s'ha enllaçat amb les construccions de la masculinitat i la feminitat postfeministes i post-profeministes en termes mútuament excloents, en contraposició a la difuminació de les diferències més pròpia de les dècades anteriors